# Nickelodeon Kids’ Choice Awards 1998

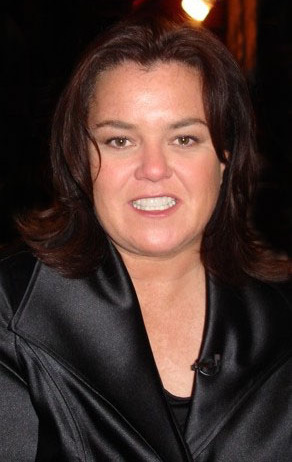
Die Schauspielerin Rosie O’Donnell moderierte

Die Nickelodeon Kids’ Choice Awards 1998 (KCA) fanden am 4. April 1998 im Pauley Pavilion auf dem Gelände der University of California in Los Angeles statt. Es war die 11. US-amerikanische Preisverleihung der Blimps. Dies sind orangefarbene, zeppelinförmige Trophäen mit dem Logo des Senders Nickelodeon, die in 17 Kategorien vergeben wurden. Darüber hinaus erhielten die Schauspielerinnen Tia und Tamera Mowry den goldenen Hall of Fame Award und Aerosmith den pinken Rosie’s Choice Award. Moderatorin der Verleihung war Rosie O’Donnell, die diese Aufgabe damit zum zweiten Mal in Folge übernahm, nachdem sie bereits 1996 Whitney Houston in Einspielern assistierte.

## Live-Auftritte
Aerosmith spielten ihren Titel Pink. Die Hansons sangen ihren Song Weird. Puff Daddy präsentierte zusammen mit dem Rapper Ma$e ein Medley der Lieder It’s All About the Benjamins und Mo Money Mo Problems. Außerdem trat die britische Girlgroup Cleopatra mit ihrer Debüt-Single Cleopatra’s Theme auf.

## Schleimduschen
Zur Belustigung erhalten jedes Jahr Prominente eine grüne Schleimdusche. Nickelodeon versteht dies als höchste Würdigung. Diese besondere Ehre wurde dem Sänger Puff Daddy zuteil.

## Kategorien
In 17 Kategorien konnte im Vorfeld online, per Telefon und auf dem Postweg abgestimmt werden. Nicht zur Abstimmung stand der goldene Hall of Fame Award, der den Zwillingsschwestern Tia und Tamera Mowry verliehen wurde. Dieser Preis wurde von 1991 bis 2000 einer prominenten Person verliehen, die berühmter als jede andere sei. Zudem vergab Rosie O’Donnell einmalig ihren eigenen, pinken Rosie’s Choice Award an ihre Idole von Aerosmith.
Die Gewinner sind fett angegeben.

### Fernsehen
| - Kenan & Kel - Hör mal, wer da hämmert - Sabrina – Total Verhext! - Sister, Sister - Rugrats - Die Simpsons - Hey Arnold! - King of the Hill | - Melissa Joan Hart – Sabrina – Total Verhext! - Brandy – Moesha - Kirstie Alley – Veronica - Tia & Tamera Mowry – Sister, Sister - Jonathan Taylor Thomas – Hör mal, wer da hämmert - Kenan Thompson & Kel Mitchell – All That - Marlon & Shawn Wayans – The Wayans Bros. - Tim Allen – Hör mal, wer da hämmert |

### Film
| - Titanic - Batman & Robin - Der Dummschwätzer - Men in Black - Alicia Silverstone – Batman & Robin - Beverly D’Angelo – Die schrillen Vier in Las Vegas - Christina Ricci – Dieser verflixte Kater - Uma Thurman – Batman & Robin | - Will Smith – Men in Black - Jim Carrey – Der Dummschwätzer - Robin Williams – Flubber - Tim Allen – Aus dem Dschungel, in den Dschungel |

### Musik
| - Hanson - Backstreet Boys - No Doubt - Spice Girls - MMMBop – Hanson - Don’t Speak – No Doubt - I’ll Be Missing You – Puff Daddy - Men in Black – Will Smith | - Puff Daddy - Céline Dion - Mariah Carey - Will Smith |

### Sport
| - Kristi Yamaguchi - Dominique Dawes - Lisa Leslie - Michelle Kwan - Michael Jordan - Shaquille O’Neal - Tiger Woods - Troy Aikman | - Chicago Bulls - Atlanta Braves - Green Bay Packers - San Francisco 49ers |

### Andere
| - Super Mario 64 - Donkey Kong Country 2: Diddy’s Kong Quest - Lylat Wars - Super Mario World 2: Yoshi’s Island - Gänsehaut: Der Schreckensfisch – Goosebumps: Deep Trouble II – R. L. Stine - Animorphs: Der Alien (Band 8) – Animorphs: The Alien – Katherine Alice Applegate - Hüter der Erinnerung – The Giver – Lois Lowry - Raufgefallen – Falling Up – Shel Silverstein | - Salem Saberhagen – Sabrina – Total Verhext! - Air Buddy – Air Bud – Champion auf vier Pfoten - Keiko – Free Willy 3 – Die Rettung - Maus – Mäusejagd - Puff Daddy - Aerosmith - Tia & Tamera Mowry |